# Campos (Spagna)
Campos è un comune spagnolo di 9 601 abitanti situato nella comunità autonoma delle Baleari, sull'isola di Maiorca.